# Gustav Henriksson
Gustav Henriksson, född 3 februari 1998, är en svensk fotbollsspelare som spelar för IF Elfsborg. Hans kusin, Jonas Henriksson, är också en fotbollsspelare.

## Klubbkarriär
Henrikssons moderklubb är Grebbestads IF. Han spelade 23 matcher och gjorde ett mål för A-laget mellan 2012 och 2014.
Sommaren 2014 gick Henriksson till IF Elfsborg. I augusti 2018 flyttades han upp i A-laget. Den 26 september 2018 gjorde Henriksson allsvensk debut i en 1–0-vinst över Hammarby IF.
Den 1 februari 2021 värvades Henriksson av österrikiska Wolfsberger AC. Den 7 januari 2022 blev Henriksson klar för en återkomst i IF Elfsborg, där han skrev på ett fyraårskontrakt.

## Landslagskarriär
Henriksson debuterade för Sveriges U17-landslag den 13 maj 2014 i en 3–2-vinst över Belgien. Totalt spelade han två landskamper för U17-landslaget under 2014.